# Siriella singularis
Siriella singularis är en kräftdjursart som beskrevs av Nouvel 1957. Siriella singularis ingår i släktet Siriella och familjen Mysidae. Inga underarter finns listade i Catalogue of Life.